# Canton de Strasbourg-10
Le Canton de Strasbourg-10 est une ancienne division administrative française, située dans le département du Bas-Rhin et la région Alsace. Il a été créé en 1973 et supprimé en 2014.

## Composition
Le canton de Strasbourg-10 comprenait une partie de la commune de Strasbourg (quartiers du Neuhof et du Port du Rhin).

## Représentation
| Période | Période | Identité                                       | Étiquette                  | Qualité                                                                                      |
| ------- | ------- | ---------------------------------------------- | -------------------------- | -------------------------------------------------------------------------------------------- |
| 1973    | 1979    | Joseph Pfeiffer (1927-2017)                    | CD puis UDF-CDS            | Conseiller municipal de Strasbourg                                                           |
| 1979    | 1985    | Raymond Gruber                                 | PS                         | Instituteur Député suppléant (1981-1986), conseiller municipal de Strasbourg (1983-1989)     |
| 1985    | 1998    | Alphonse Beck (1928-2001)                      | UDF                        | Animateur social Conseiller municipal de Strasbourg                                          |
| 1998    | 2004    | Jean-Claude Petitdemange                       | PS puis DVG                | Préfet hors-cadre Adjoint au Maire de Strasbourg                                             |
| 2004    | 2015    | Pascale Jurdant-Pfeiffer (fille de J.Pfeiffer) | UDF puis MoDem puis AC-UDI | Conseillère municipale de Strasbourg depuis 2014 Elue en 2015 dans le Canton de Strasbourg-6 |

## Résultats des élections cantonales
Élections de 2011 :
1er tour :

Inscrits : 11 538

Abstentions : 7 630 (66,13 %)

Votants : 3 908 (33,87 %)

Blancs et nuls : 63 (0,55 %)

Exprimés : 3 845 (33,32 %)

- Pascale Jurdant-Pfeiffer (DVD) 34,8 % (1 338 voix)
- Xavier Codderens (FN) 24,1 % (925 voix)
- Annick Neff (PS) 16,2 % (621 voix)
- Alain Jund (ECO)  11,2 % (430 voix)
- Malika Souci (DVG) 4,5 % (174 voix)
- Jamal Boussif (EXG) 3,4 % (132 voix)
- André Hemmerle (PCF) 2,7 % (105 voix)
- Dominique Bézu (DVD) 2,2 % (86 voix)
- Thibaut Vinci (PRG) 0,9 % (34 voix)

2e tour :

Inscrits 11 538

Abstentions 7 403 (64,16 %)

Votants 4 135 (35,84 %)

Blancs et nuls 242 (2,10 %)

Exprimés 3 893 (33,74 %)

- Pascale Jurdant-Pfeiffer (DVD) : 70,5 % (2 746 voix)
- Xavier Codderens (FN) : 29,5 % (1 147 voix)